# Åkerviol
Åkerviol (Viola arvensis) har nästan alltid små, oansenliga blommor med vita eller gulvita kronblad; honungstecknen är dock desamma som hos styvmorsviol (Viola tricolor). Arten ansågs av Linné som en variant av V. tricolor. Dess arträtt är säker och grundar sig inte endast på kronbladens färg och ringa storlek, utan på flera kännetecken från befruktningsdelarnas finare byggnad, som dock inte kan tydligt ses med obeväpnat öga. Vid ingången till sporren, innanför det gula "honungsmärket", ses en liten ränna, som framtill vidgar sig till en grop och på båda sidorna kantas av fina, täta hår. Här avlagrar sig de ur ståndarknapparna fallande ståndarmjölet och magasineras för att ligga i beredskap att bortföras av insekter (jämför jungfrulin). Denna ränna är framtill öppen hos V. arvensis men ser ut att vara avspärrad hos V. tricolor emedan hår från sidorna mötas framför dess ingång. Åkerviolen finns i många varieteter och former upp till lappmarkerna och Finnmarken. De tillhör dels vildmarken, där de liksom V. tricolor växer på berghällar, klippterrasser och liknande ställen, dels är de allmänna på odlad jord. V. arvensis har något större fröhus än V. tricolor och en ofantligt stark fröproduktion.
Korsningar mellan åkerviol och styvmorsblomma är vanliga.
Åkerviol innehåller en speciell sorts proteiner, som kallas cyklotider, som den använder som försvar mot angripande smådjur, till exempel larver och insekter. 